# Cratere Marina
Marina è un cratere d'impatto presente sulla superficie di Titania, il maggiore dei satelliti di Urano, a 15,5° di latitudine sud e 316,0° di longitudine est. Il suo diametro è di circa 40 km.
Il cratere è stato battezzato dall'Unione Astronomica Internazionale con riferimento ad un personaggio della commedia shakespeariana Pericle, principe di Tiro, Marina, la figlia di Pericle.